# Djambarrpuyngu
Djambarrpuyngu är ett australiskt språk som talades av 450 personer år 1983. Djambarrpuyngu talas i Nordterritoriet. Djambarrpuyngu tillhör de pama-nyunganska språken.